# Domina noctis
Domina Noctis — итальянская рок-группа из Пармы, исполняющая готик-метал. Название коллектива с латинского переводится как «Владычица ночи».

## История
После образования группы в 2001 году Domina Noctis выпустили два демо-CD (Venus in a Dust Whirl, 2001; Nevermore, 2003), которые получили высокие оценки критиков, а в 2005 году издали на лейбле Italian Label Officina Rock Records дебютный альбом Nocturnalight. Диск оказался встречен сдержанно-одобрительными рецензиями, в которых похвалы в адрес вокала солистки коллектива сочетались с указаниями на банальность гитарных партий. Команда неоднократно выступала на многочисленных фестивалях в Италии, а также провела тур по России в ноябре 2006 года (при поддержке российской группы Dark Princess).

## Состав
- Edera — вокал
- Asher — гитара
- Azog — бас
- Ruyen — синтезатор, пианино
- Niko — барабаны

## Дискография
- 2005 — Nocturnalight
- 2008 — Second Rose
- 2013 — Migration of Souls